# Ntui
Ntui ist die Hauptstadt des Départements Mbam-et-Kim in der Region Centre in Kamerun.

## Geografie
Ntui liegt im zentralen Kamerun, etwa 50 Kilometer nördlich der Hauptstadt Yaoundé.

## Verkehr
Ntui liegt an der Nationalstraße N15, die Departementstraße D47 zweigt in Ntui ab. 